# Baptême du feu
Pour le film, voir Le Baptême du feu.
Pour un article plus général, voir Baptême.

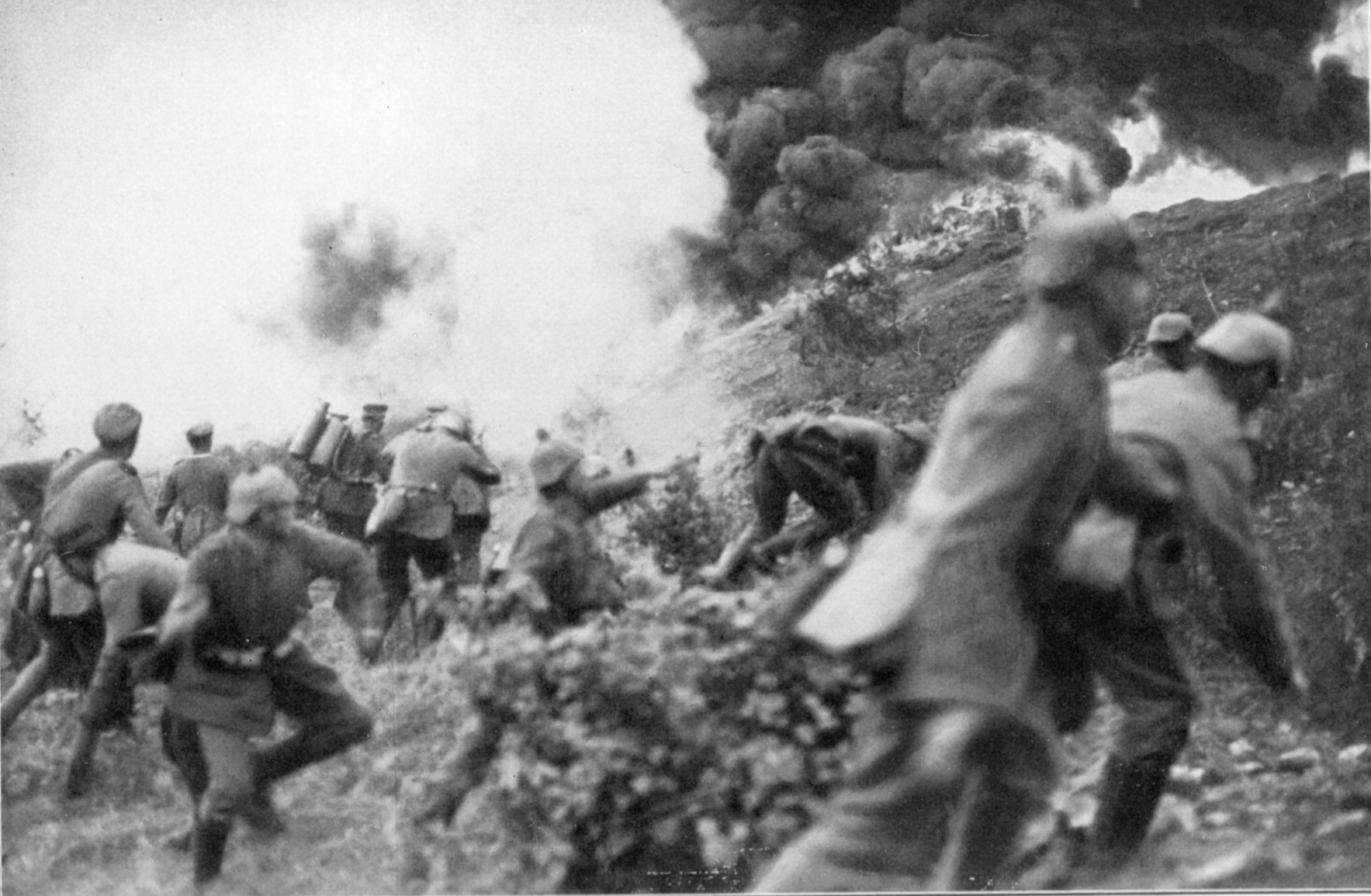
Des soldats allemands montent au combat lors de la bataille de Verdun en mars 1916. L'un d'eux lance une grenade, un autre a un lance-flammes.

Le baptême du feu est un terme du jargon militaire qui fait référence à la première expérience de combat d'une nouvelle recrue de l'armée, plus généralement de tout militaire, quel que soit son grade, s'il n'y a pas déjà été confronté. Le baptême du feu d'un soldat est une expérience initiatique, qui peut également s'avérer traumatisante, surtout dans le contexte de la guerre moderne avec armes à feu, artillerie et bombes. Certains conflits, comme la Première Guerre mondiale, ont constitué un baptême du feu pour de très nombreux soldats, en faisant un phénomène collectif partagé.

## Étymologie
L'expression « baptême du feu » provient d'un rite chrétien institué par Jean le Baptiste et relaté par les trois évangiles synoptiques, Matthieu 3,11 (en), Marc 1, 8 (en) et Luc 3, 16 (en).

« Moi, je vous baptise d’eau, pour vous amener à la repentance ; mais celui qui vient après moi est plus puissant que moi, et je ne suis pas digne de porter ses souliers. Lui, il vous baptisera du Saint-Esprit et de feu. »

— Mt 3, 11
La scène biblique illustrée dans cette péricope évangélique fait florès et par analogie, le langage courant utilise le terme appelé baptême pour désigner tout début ou toute première expérience , baptême du feu, baptême de l'air, etc..

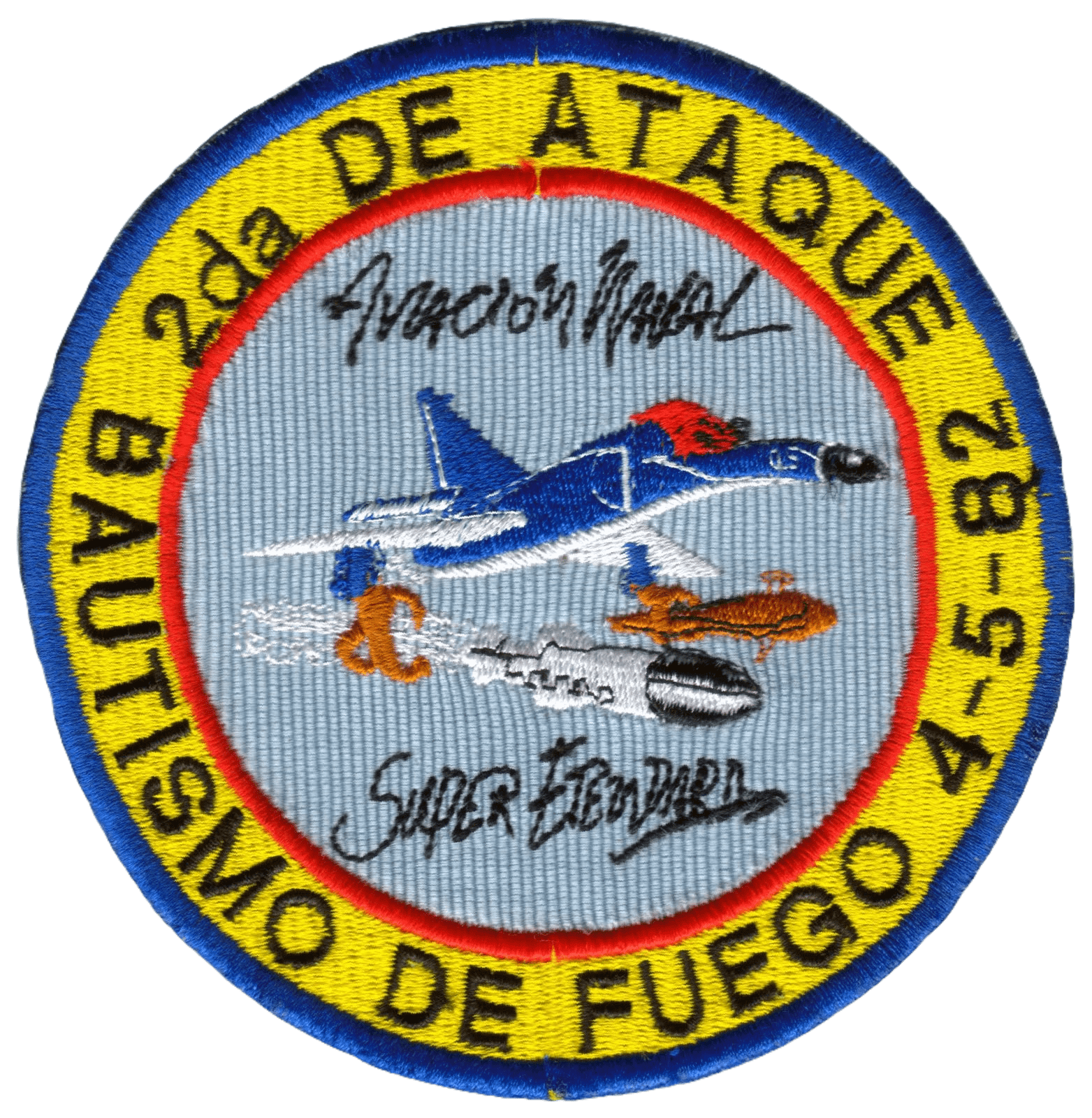
Écusson brodé d'une escadrille de l'armée de l'air argentine, commémorant son baptême du feu (en espagnol bautismo de fuego) lors de la guerre des Malouines en 1982.

Le mot baptême est issu du terme grec βαπτίζειν, baptizein, qui signifie « plonger dans un liquide », « immerger ». Lorsqu'un soldat se retrouve au combat pour la première fois de sa vie, il est immergé dans la guerre, « toutes ses cellules, tous ses tissus imbibés des sensations sonores, visuelles, olfactives, émotionnelles du champ de bataille ». Le feu est celui des armes à feu (qui produisent une flamme en lançant leurs projectiles). Il a aussi une connotation plus religieuse, en renvoyant au feu des enfers.
L'irruption des armes à feu sur le champ de bataille change la donne par rapport aux flèches et aux combats à l'arme blanche : fusils et canons infligent des blessures plus difficiles à soigner, elles peuvent tuer depuis une plus grande distance. Les années 1840-1880 marquent un tournant, avec l'adoption d'un armement de plus en plus sophistiqué (canon rayé, coups à répétition permettant de tirer une salve, comme avec une mitrailleuse). Dans le même temps, les États-nations européens se dotent d'armées nationales de masse et de plus en plus d'hommes vivent l'expérience de la guerre.
Durant la guerre de Sécession aux États-Unis, les soldats sont frappés par l'intensité des combats à l'arme à feu (fusils, mitrailleuses, canons, etc). L’expression « Voir l’éléphant (en) » est alors utilisée par les soldats pour parler de leur baptême du feu. Elle se réfère à l'excitation ressentie avant de voir un animal rare comme un éléphant, mais qui se transforme en expérience décevante après l'avoir vu. Ainsi, à l'envie de participer pour la première fois au combat succède la déception, le choc de la guerre et de la violence.

## Étapes du baptême du feu
Pour un soldat, le baptême du feu est l'aboutissement d'un processus qui marque le passage de la vie civile à la vie militaire. Dans les armées d'appelés et de conscrits, les soldats mobilisés sont rassemblés dans les casernes, puis effectuent un entraînement (manœuvres, marches, exercices...) avant de partir jusqu'au front. « Au cours de toutes ces étapes se révèlent progressivement à leurs yeux les indices de la guerre moderne, qui conditionnent la façon dont les soldats imaginent alors le combat ».
L'expérience du baptême du feu a été particulièrement étudiée pour la Première Guerre mondiale, car de nombreux soldats sont des hommes n'ayant jamais combattu auparavant. Les témoignages et lettres de poilus français, par exemple, permettent de connaître leur état d'esprit dans les différentes étapes qui les mènent depuis leur mobilisation jusqu'au champ de bataille.

### Attente avant les combats

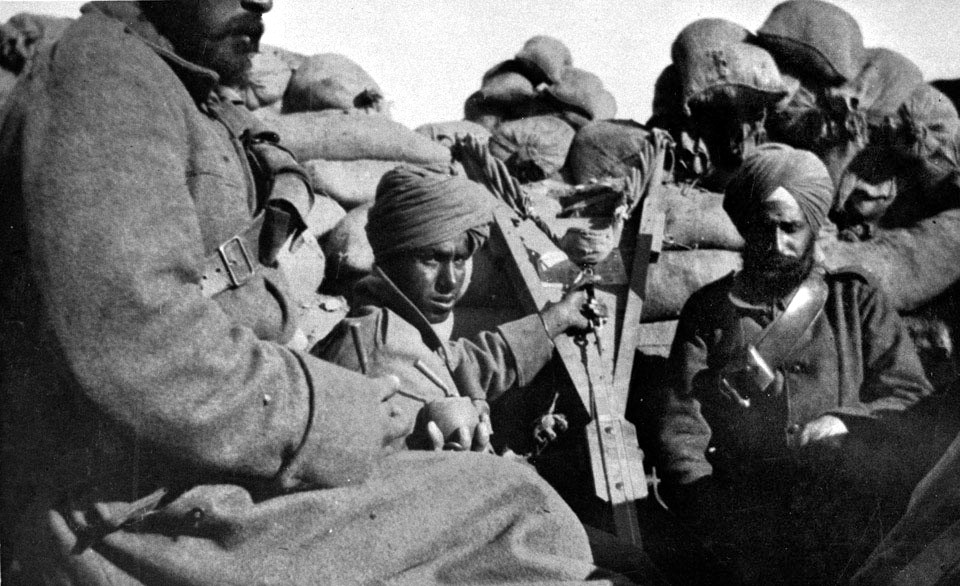
Troupes coloniales britanniques de la 29ème brigade d'infanterie indienne dans les tranchées à Gallipoli en 1915. L'attente des combats précède le baptême du feu.

Avant la première bataille, les soldats sont dans une phase d'attente. Les émotions ressenties sont intenses : c'est « un moment tendu, découlant de l’angoisse provoquée par l’inconnu » pour la majorité. D'autres, cependant, sont enthousiastes de participer à leur premier combat ou curieux de découvrir la guerre par eux-mêmes. Les soldats se projettent dans les combats à venir : cette « guerre imaginée » est souvent source de peur et d'inquiétude. L'anticipation du baptême du feu chez des soldats qui n'ont encore jamais expérimenté le champ de bataille crée des « névroses psychologiques ». Une fois proches de la ligne de front, certains se mettent à chercher l'ennemi, qui représente « un adversaire invisible, une entité quasi énigmatique ».

### Expérience sensorielle
La première expérience de la guerre, au XXe siècle, est d'abord auditive : en arrivant sur le front, les soldats entendent les tirs, les explosions dues à l'artillerie et aux bombardements ; ils sont confrontés au « son de la machine guerrière industrielle ». Pour certains soldats, ces bruits sont effrayants : ils signifient la proximité des combats et l'imminence du danger.
La vision est le deuxième sens par lequel les militaires vivent leur baptême du feu. La plupart des soldats n'ayant jamais combattu sont surpris par les couleurs vives des obus qui explosent. La traversée de villes marquées par les destructions des combats, ainsi que le contact avec les blessés revenant du front, les mutilés et les morts est une première expérience des conséquences de la guerre. La vision des cadavres sur le champ de bataille marque les soldats, qui se projettent dans leur possible mort future.
Enfin, l'odorat est le troisième sens par lequel les militaires sont confrontés à la guerre. L'odeur du sang, mais surtout des cadavres en décomposition, marque fortement les poilus de la Première Guerre mondiale, qui vivent dans les tranchées à proximité des corps. Cette « odeur de la mort » peut s'avérer insoutenable. D'autre part, certains hommes imaginent devenir comme les corps qu'ils voient sur le champ de bataille, abandonnés et oubliés, leur cadavre se décomposant.

## Expérience initiatique

### Passage de la vie civile à la vie militaire

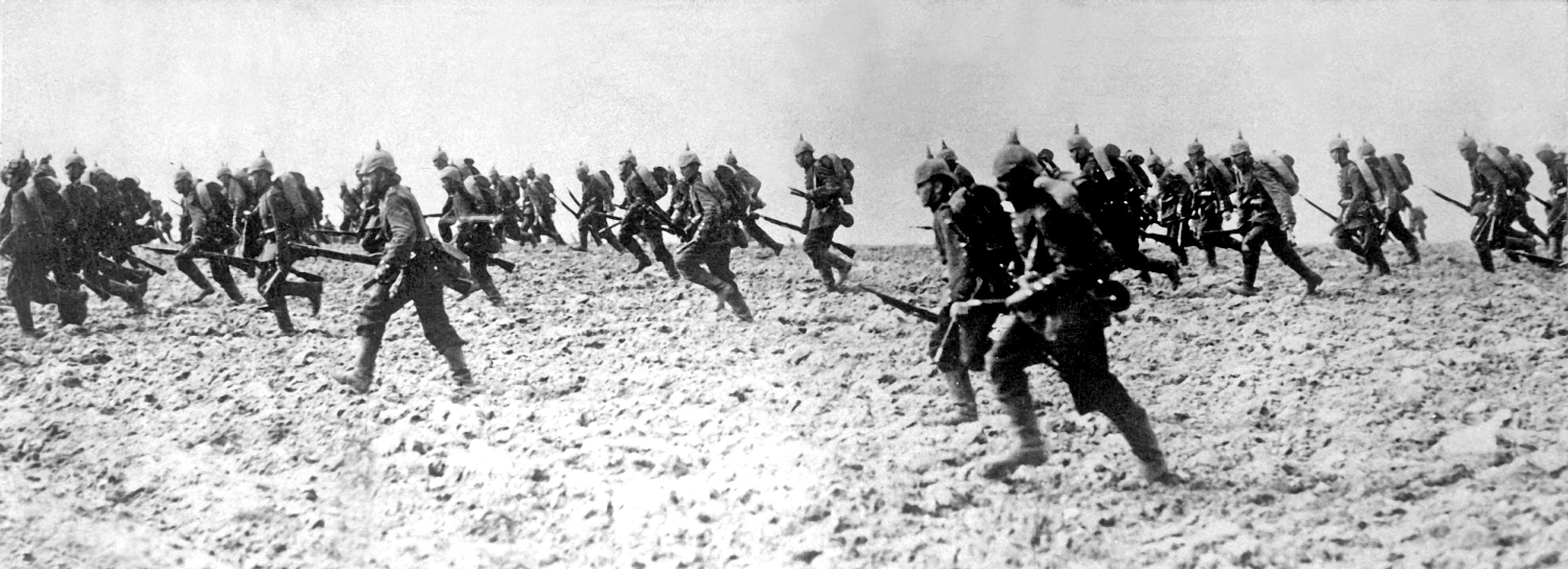
Soldats allemands sur le champ de bataille le 7 août 1914.

Pour Laurent Ségalant, le baptême du feu n'est pas un sacrement (contrairement au baptême chrétien). C'est plutôt un rite initiatique : les soldats expérimentent dans leur corps ce que signifie concrètement la guerre. Pierre Chaine, dramaturge français ayant combattu dans les tranchées pendant la Première Guerre mondiale, fait même une distinction entre les « profanes » qui n'ont jamais connu la guerre, et les soldats qui ont été « initiés ». L'expérience partagée des soldats français renforce ainsi la distance avec les civils, qui n'ont jamais vécu les combats. 

### Une expérience traumatisante
En 1914, de nombreux hommes français découvrent la guerre pour la première fois et cela les marque durablement. S'ils ont tous fait leur service militaire, la grande majorité n'a jamais combattu sur le champ de bataille. Leur baptême du feu est alors une expérience sensorielle, notamment visuelle et auditive : explosions, bruits des combats, vision des corps mutilés, des morts et des blessés, destructions. Les tués et les destructions de la guerre deviennent soudainement visibles, et les hommes se projettent dans leur potentielle mort prochaine.
François Cochet souligne que pour de nombreux combattants, le baptême du feu est une expérience traumatique qui a des conséquences psychologiques sur les soldats. Cela a été notamment observé lors de la guerre de Sécession ou la guerre franco-allemande de 1870 : « Insomnies, cauchemars, hallucinations ou comportements suicidaires semblent être déjà de mise par l’effet du feu ennemi ». Certains soldats développent des troubles de stress post-traumatique, de plus en plus répandus pendant la Première Guerre mondiale (en France, on parle d'obusite).